# Quartier de l'Anse Vata (Nouméa)
L'Anse Vata est un quartier de la ville de Nouméa, en Nouvelle-Calédonie.

## Description
Le quartier s'organise autour de la baie et de la plage de l'anse Vata qui lui donne son nom. Cette anse constitue le littoral sud-ouest de la presqu'île nouméenne, s'étendant sur plus de 2 km du rocher à la Voile à l'ouest jusqu'à la pointe Magnin (ou du Château Royal) au sud-est, et est également longée par la promenade Roger Laroque.
Le nom d'Anse Vata est aussi donné à la plaine qui s'étend à l'intérieur des terres jusqu'au Receiving et au Motor Pool, ainsi qu'à la route qui en constitue le principal axe de communication avec la promenade Roger Laroque et qui relie du sud au nord la plage au centre-ville (au niveau de la vallée du Génie).
Comme la baie des Citrons voisine, elle a une fonction avant tout balnéaire et touristique.

## Histoire
Les fonctions balnéaires et touristiques de ce quartier apparaissent dès le XIXe siècle. En effet, le premier bâtiment à y être construit est un restaurant ouvert par un ancien militaire, Joseph Leclère, en 1859. Il devient ensuite un lieu de promenade et de loisirs où les Nouméens se rendent en calèche. La route de l'Anse Vata est construite entre 1867 et 1869.
La présence américaine entre 1942 et 1945 va également marquer le quartier, avec l'installation de l'un des quartiers généraux (surnommé le « Pentagone ») et d'un hôpital militaire (devenu après la guerre, et jusqu'en 2018, la Polyclinique de l'Anse Vata).

### Fonctions résidentielles
Après le conflit, le quartier se dote d'une fonction résidentielle (surtout dans sa partie en plaine) avec la construction du premier lotissement en 1955, l'inauguration de la piscine olympique municipale (rebaptisée en 2011 piscine Jacques-Mouren) et des terrains de tennis du Ouen Toro ainsi que de la salle omnisports de l'Anse Vata et du stade Édouard-Pentecost pour les Jeux du Pacifique de 1966, l'ouverture en 1971 du lycée privé catholique Blaise-Pascal puis du collège attenant de Saint-Joseph-de-Cluny en 1978 et du collège public Jean-Mariotti en 1973.

### Fonctions touristiques
Le bord de mer de l'Anse Vata s'est équipé en infrastructures jusqu'à constituer l'une des plus fortes concentrations d'hôtels et de lieux de loisirs du territoire :
- la création de l'aquarium de la ville (devenu aujourd'hui l'aquarium des lagons) en 1956 près de la pointe du rocher à la Voile (il s'agit de la principale attraction de la Nouvelle-Calédonie, avec en moyenne 100 000 visiteurs par an),
- l'ouverture en 1965 de l'hôtel Le Nouvata, agrandi et rénové entre 1993 et 1998 et alors transformé en Nouvata Parkroyal (redevenu ensuite le Nouvata, trois étoiles) et Nouvata Parkroyal II (rebaptisé ensuite Le Parc, également trois étoiles), associé par la suite dans le même complexe (baptisé Nouvata Parc) à l'hôtel deux étoiles Le Pacifique en 2000,
- l'inauguration en 1967 de l'hôtel Château Royal (qui a donné son nom à la portion de plage qu'il bordait) à l'extrémité sud-est de l'Anse Vata. Géré d'abord par l'Union touristique hôtelière UTH, filiale d'UTA, puis devenu un Club Med en 1979, il est finalement fermé en 2001 pour n'ouvrir à nouveau qu'en 2011 en tant qu'hôtel trois étoiles baptisé Royal Tera avant de reprendre son nom initial de Château Royal en 2013,
- l'ouverture du Casino Royal (le plus ancien du Territoire) près du Château Royal en 1974 puis de l'autre côté de l'Anse, près de l'aquarium, en étant inclus à partir de 1981 au sein du nouvellement construit hôtel Le Surf de la chaîne Novotel (jusqu'à sa fermeture en 2015 à la suite du retrait de cette chaîne et du groupe Accor de tous ses engagements en Nouvelle-Calédonie),
- l'ouverture en 1987 de la galerie marchande en plein air Palm Beach, avec ses restaurants (dont surtout « Le Bilboquet Plage »), ses commerces (tout particulièrement des boutiques de souvenirs) et le point de départ du plus ancien « petit-train » touristique de Nouméa,
- l'ouverture en 1995 d'un hôtel Méridien cinq étoiles, associé à un casino, à côté de l'ancien Château Royal sur la pointe Magnin,
- la construction, en partie sur le domaine maritime, du complexe de « Port Bélandre » qui regroupe un restaurant gastronomique (« Le Roof »), une discothèque (« Pop Light » puis « XO Club ») et un bar (« La Bodega del Mar »), reliés par un ponton partant de la plage entre le Château Royal et la galerie « Palm Beach »,
- l'ouverture en 2005 du Ramada Plaza (quatre étoiles), rénové en 2018 pour devenir le Ramada Hotel & Suites, et ses deux tours jumelles dont l'une offrant en son sommet un restaurant panoramique tournant, « Le 360 », derrière le complexe Nouvata Parc et en bordure de l'hippodrome Henri Milliard à la limite avec le quartier du Val Plaisance,
- l'ouverture en 2007 de l'hôtel (quatre étoiles) La Promenade de la chaîne Hilton, associé à ses pieds à une galerie commerciale.

### Fonctions scientifiques
À cette fonction touristique s'est ajoutée la présence de sièges d'organismes nationaux ou internationaux. C'est le cas notamment de la Commission du Pacifique Sud (CPS, devenu à partir de 1997 le Secrétariat général de la Communauté du Pacifique), d'abord installé dans les locaux de l'ancien « Pentagone » des forces américaines (à l'emplacement de l'actuel hôtel et galerie de La Promenade) avant d'être déplacé de l'autre côté de la route de l'Anse Vata et de la Polyclinique jusqu'à aujourd'hui. L'Office de la recherche scientifique et technique outre-mer (ORSTOM), devenu en 1999 l'Institut de recherche pour le développement (IRD), a également ses principaux locaux et laboratoires pour la Nouvelle-Calédonie à côté de ceux de la CPS.

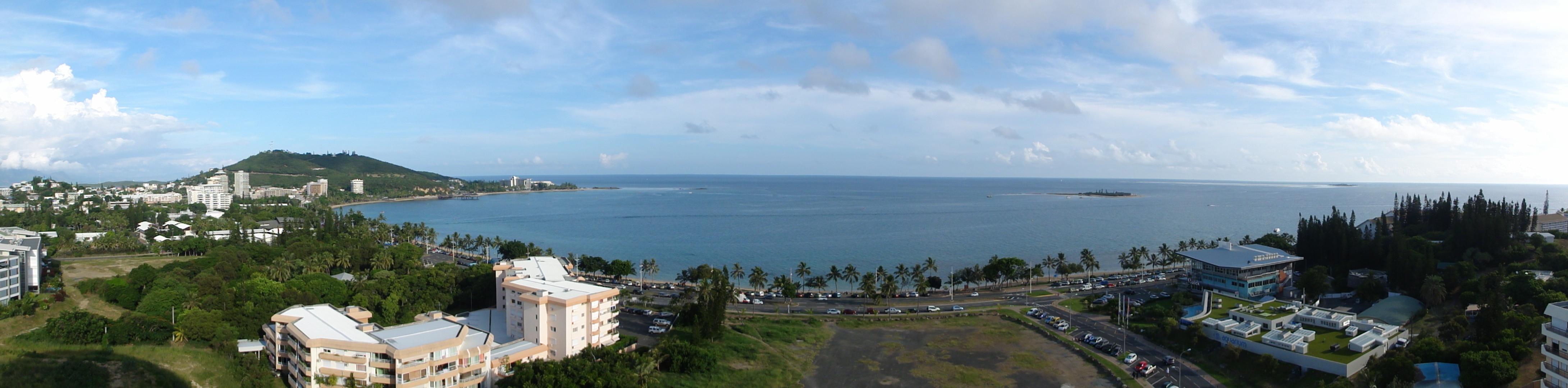
Panoramique de l'Anse Vata.

## Démographie
Selon le recensement de la population de 2009, le quartier de l'Anse Vata comptait 3 187 habitants, chiffre qui est passé à 3 682 résidents en 2014 et 3 729 personnes en 2019.

## Origine du nom
Elle est d'abord appelée baie des Canards, selon une carte datant de 1861, toponyme qui se retrouve d'ailleurs dans la dénomination de l'île aux Canards située au large de la plage. Cela s'explique par la présence de ces animaux dans les marécages qui pouvaient aller jusqu'à l'île en face. À la fin du XIXe siècle, il est décidé de lui donner le nom kanak « wata », qui veut dire santal.